# Skanderborgs kommun
Skanderborgs kommun (danska: Skanderborg Kommune) är en kommun i Region Mittjylland (tidigare Århus amt) i västra Danmark. Kommunens centralort är staden Skanderborg.
I samband med kommunreformen 2007 utvidgades kommunen med de tidigare kommunerna Galten, Hørning och Ry samt en mindre del av Brædstrups kommun (Voerladegårds socken).
Danmarks högsta naturliga punkt, Møllehøj, samt Ejer Bavnehøj, ligger i den sydligaste delen av kommunen, sydväst om staden Skanderborg, med Yding Skovhøj mot väster i Horsens kommun. Himmelbjerget ligger i Skanderborgs kommuns västra del.
Kommunen är vänort till Lidköpings kommun i Sverige.

## Borgmästarlista

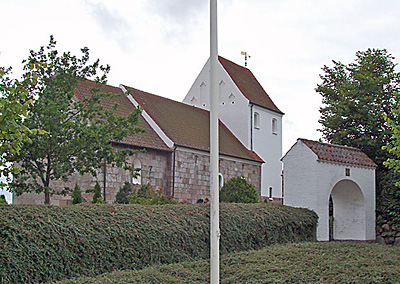
Adslevs kyrka ligger i Skanderborgs kommun.

- Jens Grønlund, 1 januari 2007–31 december 2009
- Jørgen Gaarde, 1 januari 2010–31 mars 2019
- Frands Fischer, 1 april 2019–

Denna lista hämtas från Wikidata. Informationen kan ändras där.